# Réminiscences de Don Juan
Réminiscences de Don Juan (S. 418) es una fantasía operística para piano compuesta por Franz Liszt sobre temas de la ópera Don Giovanni de Mozart, de 1787.
Es extremadamente exigente desde el punto de vista técnico, y se considera una de las obras más exigentes de Liszt y de todo el repertorio. Por esta razón, y quizás también por su longitud e intensidad dramática, no aparece en programas de conciertos con tanta frecuencia como las piezas más ligeras y populares de Liszt. Como dice Ferruccio Busoni en el prefacio de su edición de 1918 de la obra, las Réminiscences tienen "un significado casi simbólico como el punto más alto del pianismo". Liszt escribió la obra en 1841 y publicó una versión para dos pianos (S. 656) en 1877. La versión de dos pianos tiene un gran parecido estructural con el original.
La pieza comienza con música cantada por el Il Commendatore, ambos de la escena del cementerio donde amenaza a Don Giovanni ("Di rider finirai pria dell'aurora! Ribaldo audace! Lascia a 'morti la pace!" — "¡Terminarás antes del amanecer! ¡Audaz obsceno! ¡Dejad la paz a los muertos!") y del final donde condena a Don Giovanni al infierno . Sigue el dueto de amor de Don Giovanni y Zerlina (" Là ci darem la mano "), junto con dos variaciones sobre este tema, luego una fantasía extendida sobre el aria de Champagne (" Fin ch'han dal vino "), y finalmente la obra concluye con la amenaza del Il Commendatore.

En contraste con quizás la mayoría de las fantasías de ópera compuestas durante el siglo XIX, la paráfrasis de Don Giovanni de Liszt es una obra mucho más controlada y significativa. Donde la transcripción de ópera estándar es simplemente una colección de melodías famosas,
Las mejores fantasías de la ópera [de Liszt] ... son mucho más que eso: yuxtaponen diferentes partes de la ópera de maneras que resaltan un nuevo significado, mientras que el sentido dramático original del número individual y su lugar dentro de la ópera nunca es fuera de vista.
A lo largo de la obra, las Réminiscences imponen al pianista una gran cantidad de exigencias técnicas avanzadas, entre ellas pasajes en tercios cromáticos, numerosas décimas y una instancia de rápidos saltos en ambas manos en casi todo el ancho del teclado que, en las palabras de Heinrich Neuhaus, "con la excepción de Ginzburg, probablemente nadie más que la pianola tocó sin errores".
Fue la pieza final del concierto de graduación de Horowitz en el conservatorio de Kiev; al final todos los profesores se pusieron de pie para expresar su aprobación. Horowitz, después de afirmar a Backhaus que la pieza de piano más difícil que jamás tocó fueron Feux-follets de Liszt sin dudarlo, agregó que Réminiscences de Don Juan tampoco es una pieza fácil. Horowitz lo tenía en sus programas de conciertos, así como en la Liszt Sonata, que no se tocaba a menudo en ese momento, en sus primeros años en Europa.
Alexandr Skriabin se lastimó la mano derecha al practicar demasiado esta pieza, lo que llevó a una indisposición de la mano, terminando así la carrera de pianista virtuoso, debido a eso escribió la marcha fúnebre de su Primera Sonata para piano en memoria de su mano dañada.
Entre las celebradas grabaciones de las Réminiscences se encuentran las de Jorge Bolet, Earl Wild, Simon Barere, Grigory Ginzburg, Louis Kentner, Charles Rosen, Leslie Howard y Leo Sirota . Marc-André Hamelin, Valentina Lisitsa, Matthew Cameron, Min Kwon y Lang Lang han grabado versiones más recientes.